# 2012-es GP2 maláj nagydíj
A 2012-es GP2 maláj nagydíj volt a 2012-es GP2-szezon első versenye, amelyet 2012. március 23. és március 25. között rendeztek meg a malajziai Sepang International Circuiten, Kuala Lumpurban, a 2012-es Formula–1 maláj nagydíj betétfutamaként.

## Időmérő
| Helyezés | Rajtszám | Versenyző           | Csapat                  | Idő      | Rajthely |
| -------- | -------- | ------------------- | ----------------------- | -------- | -------- |
| 1        | 3        | Davide Valsecchi    | DAMS                    | 1:45,494 | 1        |
| 2        | 23       | Luiz Razia          | Arden International     | 1:45,554 | 2        |
| 3        | 26       | Max Chilton         | Marussia Carlin         | 1:45,558 | 3        |
| 4        | 14       | Stefano Coletti     | Scuderia Coloni         | 1:45,577 | 4        |
| 5        | 5        | Fabio Leimer        | Racing Engineering      | 1:45,588 | 5        |
| 6        | 9        | James Calado        | Lotus GP                | 1:45,638 | 6        |
| 7        | 8        | Jolyon Palmer       | iSport International    | 1:45,758 | 7        |
| 8        | 12       | Giedo van der Garde | Caterham Racing         | 1:45,773 | 8        |
| 9        | 15       | Fabio Onidi         | Scuderia Coloni         | 1:45,810 | 12*      |
| 10       | 4        | Felipe Nasr         | DAMS                    | 1:45,942 | 9        |
| 11       | 1        | Johnny Cecotto, Jr. | Barwa Addax Team        | 1:46,012 | 10       |
| 12       | 18       | Fabrizio Crestani   | Venezuela GP Lazarus    | 1:46,138 | 11       |
| 13       | 16       | Stéphane Richelmi   | Trident Racing          | 1:46,150 | 13       |
| 14       | 2        | Josef Král          | Barwa Addax Team        | 1:46,160 | 14       |
| 15       | 10       | Esteban Gutiérrez   | Lotus GP                | 1:46,186 | 15       |
| 16       | 21       | Tom Dillmann        | Rapax                   | 1:46,264 | 16       |
| 17       | 27       | Rio Haryanto        | Marussia Carlin         | 1:46,392 | 17       |
| 18       | 6        | Nathanaël Berthon   | Racing Engineering      | 1:46,428 | 18       |
| 19       | 25       | Nigel Melker        | Ocean Racing Technology | 1:46,489 | 19       |
| 20       | 7        | Marcus Ericsson     | iSport International    | 1:46,557 | 20       |
| 21       | 24       | Jon Lancaster       | Ocean Racing Technology | 1:46,662 | 21       |
| 22       | 17       | Julián Leal         | Trident Racing          | 1:46,868 | 22       |
| 23       | 11       | Rodolfo González    | Caterham Racing         | 1:46,962 | 23       |
| 24       | 22       | Simon Trummer       | Arden International     | 1:47,004 | 24       |
| 25       | 20       | Ricardo Teixeira    | Rapax                   | 1:48,113 | 25       |
| 26       | 19       | Giancarlo Serenelli | Venezuela GP Lazarus    | 1:49,620 | 26       |

Megjegyzés:
* – Fabio Onidi 3 rajthelyes büntetést kapott, mert feltartotta az időmérőn Rodolfo González-t.

## Főverseny
| Helyezés                                                         | Rajtszám | Versenyző           | Csapat                  | Futott kör | Idő/Kiesés oka | Rajthely | Pont        |
| ---------------------------------------------------------------- | -------- | ------------------- | ----------------------- | ---------- | -------------- | -------- | ----------- |
| 1                                                                | 23       | Luiz Razia          | Arden International     | 30         | 56:00,250      | 2        | 25          |
| 2                                                                | 3        | Davide Valsecchi    | DAMS                    | 30         | +7,817         | 1        | 24 (18+4+2) |
| 3                                                                | 26       | Max Chilton         | Marussia Carlin         | 30         | +27,366        | 3        | 15          |
| 4                                                                | 5        | Fabio Leimer        | Racing Engineering      | 30         | +28,291        | 5        | 12          |
| 5                                                                | 14       | Stefano Coletti     | Scuderia Coloni         | 30         | +32,217        | 4        | 10          |
| 6                                                                | 4        | Felipe Nasr         | DAMS                    | 30         | +33,378        | 10       | 8           |
| 7                                                                | 10       | Esteban Gutiérrez   | Lotus GP                | 30         | +33,679        | 15       | 6           |
| 8                                                                | 5        | James Calado        | Lotus GP                | 30         | +36,449        | 6        | 4           |
| 9                                                                | 12       | Giedo van der Garde | Caterham Racing         | 30         | +41,519        | 8        | 2           |
| 10                                                               | 18       | Fabrizio Crestani   | Venezuela GP Lazarus    | 30         | +43,240        | 12       | 1           |
| 11                                                               | 6        | Nathanaël Berthon   | Racing Engineering      | 30         | +43,720        | 18       |             |
| 12                                                               | 11       | Rio Haryanto        | Marussia Carlin         | 30         | +53,383        | 17       |             |
| 13                                                               | 7        | Marcus Ericsson     | iSport International    | 30         | +1:01,683      | 20       |             |
| 14                                                               | 2        | Josef Král          | Barwa Addax Team        | 30         | +1:02,683      | 14       |             |
| 15                                                               | 17       | Julián Leal         | Trident Racing          | 30         | +1:09,180      | 22       |             |
| 16                                                               | 25       | Nigel Melker        | Ocean Racing Technology | 30         | +1:10,399      | 19       |             |
| 17                                                               | 8        | Jolyon Palmer       | iSport International    | 30         | +1:12,861      | 7        |             |
| 18                                                               | 21       | Tom Dillmann        | Rapax                   | 30         | +1:27,810      | 16       |             |
| 19                                                               | 16       | Stéphane Richelmi   | Trident Racing          | 30         | +1:35,206*     | 13       |             |
| 20                                                               | 15       | Fabio Onidi         | Scuderia Coloni         | 30         | +1:39,125      | 12       |             |
| 21                                                               | 20       | Ricardo Teixeira    | Rapax                   | 30         | +1:48,025      | 25       |             |
| 22                                                               | 22       | Simon Trummer       | Arden International     | 30         | +1:59,672*     | 24       |             |
| 23                                                               | 19       | Giancarlo Serenelli | Venezuela GP Lazarus    | 29         | +1 kör         | 26       |             |
| Ki                                                               | 11       | Rodolfo González    | Caterham Racing         | 13         |                | 23       |             |
| Ki                                                               | 1        | Johnny Cecotto, Jr. | Barwa Addax Team        | 7          |                | 11       |             |
| Ki                                                               | 24       | Jon Lancaster       | Ocean Racing Technology | 1          |                | 21       |             |
| Leggyorsabb kör: Davide Valsecchi (DAMS) – 1:49,246 (24. körben) |          |                     |                         |            |                |          |             |

Megjegyzés:

* — Stéphane Richelmi és Simon Trummer 22 másodperces büntetést kaptak a verseny után, mert a versenybíróság úgy ítélte meg, hogy az okozott baleset elkerülhető lett volna.

## Sprintverseny
| Helyezés                                                               | Rajtszám | Versenyző           | Csapat                  | Futott kör | Idő/Kiesés oka | Rajthely | Pont |
| ---------------------------------------------------------------------- | -------- | ------------------- | ----------------------- | ---------- | -------------- | -------- | ---- |
| 1                                                                      | 9        | James Calado        | Lotus GP                | 22         | 41:08,048      | 1        | 15   |
| 2                                                                      | 10       | Esteban Gutiérrez   | Lotus GP                | 22         | +2,004         | 2        | 12   |
| 3                                                                      | 4        | Felipe Nasr         | DAMS                    | 22         | +3,440         | 3        | 10   |
| 4                                                                      | 12       | Giedo van der Garde | Caterham Racing         | 22         | +10,760        | 9        | 8    |
| 5                                                                      | 23       | Luiz Razia          | Arden International     | 22         | +11,430        | 8        | 6    |
| 6                                                                      | 5        | Fabio Leimer        | Racing Engineering      | 22         | +14,689        | 5        | 4    |
| 7                                                                      | 26       | Max Chilton         | Marussia Carlin         | 22         | +15,685        | 6        | 2    |
| 8                                                                      | 6        | Nathanaël Berthon   | Racing Engineering      | 22         | +16,578        | 11       | 1    |
| 9                                                                      | 2        | Josef Král          | Barwa Addax Team        | 22         | +18,175        | 14       |      |
| 10                                                                     | 27       | Rio Haryanto        | Marussia Carlin         | 22         | +24,033        | 12       | 2    |
| 11                                                                     | 21       | Tom Dillmann        | Rapax                   | 22         | +24,086        | 18       |      |
| 12                                                                     | 8        | Jolyon Palmer       | iSport International    | 22         | +25,547        | 17       |      |
| 13                                                                     | 15       | Fabio Onidi         | Scuderia Coloni         | 22         | +32,206        | 20       |      |
| 14                                                                     | 25       | Nigel Melker        | Ocean Racing Technology | 22         | +34,500        | 16       |      |
| 15                                                                     | 17       | Julián Leal         | Trident Racing          | 22         | +34,629        | 15       |      |
| 16                                                                     | 22       | Simon Trummer       | Arden International     | 22         | +35,226        | 22       |      |
| 17                                                                     | 24       | Jon Lancaster       | Ocean Racing Technology | 22         | +40,340        | 26       |      |
| 18                                                                     | 11       | Rodolfo González    | Caterham Racing         | 22         | +44,700        | 24       |      |
| 19                                                                     | 16       | Stéphane Richelmi   | Trident Racing          | 22         | +47,133        | 19       |      |
| 20                                                                     | 19       | Giancarlo Serenelli | Venezuela GP Lazarus    | 22         | +1:10,466      | 23       |      |
| 21                                                                     | 18       | Fabrizio Crestani   | Venezuela GP Lazarus    | 22         | +1:21,035      | 10       |      |
| 22                                                                     | 1        | Johnny Cecotto, Jr. | Barwa Addax Team        | 21         | +1 lap         | 25       |      |
| 23                                                                     | 14       | Stefano Coletti     | Scuderia Coloni         | 20         | *              | 4        |      |
| 24                                                                     | 20       | Ricardo Teixeira    | Rapax                   | 19         | *              | 21       |      |
| Ki                                                                     | 3        | Davide Valsecchi    | DAMS                    | 13         |                | 7        |      |
| Ki                                                                     | 7        | Marcus Ericsson     | iSport International    | 13         |                | 13       |      |
| Leggyorsabb kör: Rio Haryanto (Marussia Carlin) – 1:50,849 (7. körben) |          |                     |                         |            |                |          |      |

Megjegyzés:

* — Stefano Coletti és Ricardo Teixeira nem fejezték be a futamot, de teljesítették a verseny 90%-át, ezért rangsorolva lettek.